# Pfaffia glomerata
Pfaffia glomerata là loài thực vật có hoa thuộc họ Dền. Loài này được (Spreng.) Pedersen miêu tả khoa học đầu tiên năm 1967.